# Villa Ortúzar

Lage von Villa Ortúzar in Buenos Aires

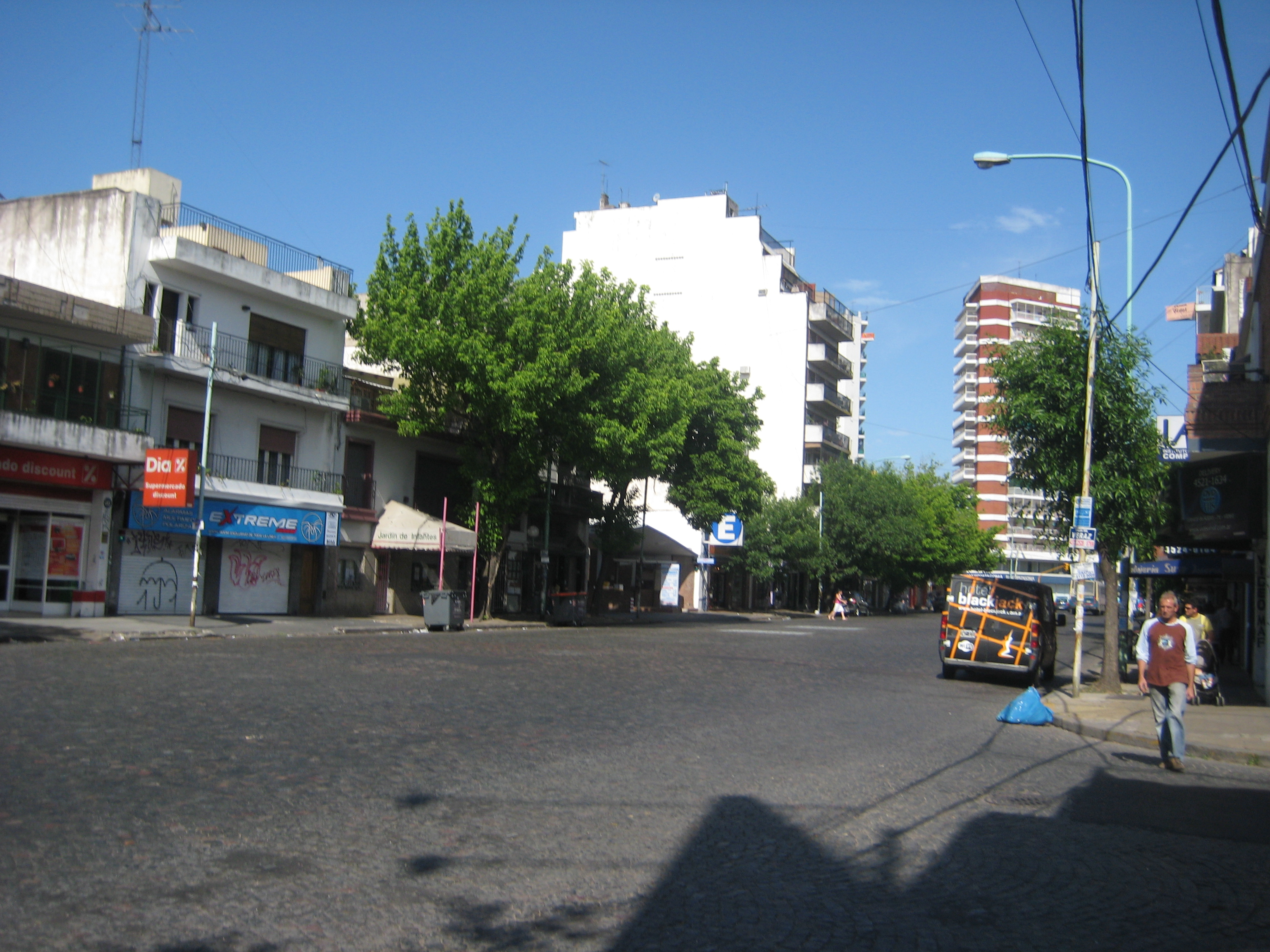
Villa Ortúzar

Villa Ortúzar ist ein Stadtteil westlich des Zentrums der argentinischen Hauptstadt Buenos Aires. Der Stadtteil hat auf einer Fläche von 1,9 km² zirka 20.000 Einwohner (Stand 2010). Mit den Stadtteilen Agronomía, Chacarita, La Paternal und Villa Crespo bildet Villa Ortúzar den Stadtbezirk (Comuna) 15.

## Geschichte
1827 wurde auf dem Gebiet des heutigen Villa Ortúzar das Dorf Chorroarín gegründet, in das zunächst auch deutsche Einwanderer zogen. Am 26. April 1862 verkaufte Don Santos Muguerza 26 Parzellen an Don Santiago de Ortúzar entlang der heutigen Straßen Av. Triunvirato, Tronador, A. Thomas und Av. Elcano. Der neue Besitzer legte mit Bäumen gesäumte Straßen an und ließ sich in der Gegend nieder. Aufgrund großer Taubenschläge wird der Ort auch „Palomar de Ortúzar“ genannt.
Zum Gedenken an ihn wurde der spätere Ort nach Ortúzar benannt und jährlich wird am 26. April der Stadtteiltag begangen.
1871 wurde der Friedhof und 1875 eine Pferdetram eröffnet. Seit 2003 ist Villa Ortúzar an das U-Bahn-Netz der Stadt angeschlossen (Subte B).
Heute findet man entlang der Avenida de los Incas große Häuser mit Gärten, in anderen Teilen des Viertels dagegen eher einfache Wohnhäuser. Im Stadtteil befindet sich außerdem ein Teil der Universidad Tecnológica Nacional.